# Хьёрсей
Хьёрсей (исл. Hjörsey, исландское произношение: [ˈçœr̥sˌeiː] (слушать)о файле) — небольшой остров в заливе Фахсафлоуи на западе Исландии (община Боргарбиггд в регионе Вестюрланд).

## География
Остров расположен к югу от Хавюрс-фьорда во фьордовом комплексе Фахсафлоуи; в 20 км к западу от города Боргарнес и примерно в 3 км от берега. Между островом и Исландией находится небольшой пролив Хьёрсейярсюнд и остров Хьёрсейярсандюр, а также несколько мелких островков и шкер. Во время сильного отлива дно пролива Хьёрсейярсюнд практически полностью обнажается и к Хьёрсей можно добраться посуху.
Площадь Хьёрсей составляет около 5,5 км², а высота над уровнем моря не более 12 метров. Длин острова около 3 км, ширина — до 1,8 км. Хьёрсей является самым крупным островом в регионе Вестюрланд и третьим по величине в Исландии. 

## История
Остров Хьёрсей впервые упоминается в одной из саг об исландцах — Саге о Бьёрне Витязе из Долины Хит, действие которой происходит между 1000–1025 годами. В саге говорится, что на этом острове жила  Бьёрнова возлюбленная Оддни дочь Торкедля.
На острове долгое время существовало несколько усадьб и хуторов, была приходская церковь Хьёрсейяркиркья. Основными промыслами жителей служил сбор плавника, птичьих яиц и пуха гаг, выращивание лошадей и крупного рогатого скота. Рыболовля была развита слабо из-за того, что воды вдоль побережья изобилуют подводными отмелями, скалами и шхерами. К концу XIX века остров полностью обезлюдел и в 1896 году церковь была разобрана и перевезена на хутор в Хитардалюр.
Возле острова 16 сентября 1936 года потерпело крушение исследовательское судно Пуркуа Па?, построенное в 1908 году во Франции для океанографа Жана-Батиста Шарко, который с 1908 по 1910 год совершил на нём свою вторую антарктическую экспедицию. Судно попало в шторм и разбилось на рифах неподалёку от Хьёрсей, на берег которого море выбросило тела всех 39 членов экипажа, включая самого Шарко, за исключением мастера рулевого управления Эжена Гонидека, которому удалось спастись с помощью исландского рыбака Кристьяуна Тороульфссона из Стрёйм-фьорда.
Сейчас на Хьёрсей нет постоянного населения и землевладельцы используют остров для выращивания лошадей, которые живут там в полуодичавшем состоянии и могут свободно передвигаться по всему острову.